# (198993) Époigny
(198993) Époigny est un astéroïde de la ceinture principale.

## Description
(198993) Époigny est un astéroïde de la ceinture principale. Il fut découvert par Jean-Claude Merlin le 20 novembre 2005 à Nogales. Il présente une orbite caractérisée par un demi-grand axe de 2,22 UA, une excentricité de 0,08 et une inclinaison de 5,1° par rapport à l'écliptique.
Il fut nommé d'après le site mégalithique des menhirs d'Époigny en France, situé sur le territoire de la commune de Couches, en Saône-et-Loire. Le site doit son nom à Épona, la déesse gauloise de l'équitation. Il s'agit d'un site mégalithique composé de menhirs de la période néolithique.

## Compléments